# Elatostema bulbiferum
Elatostema bulbiferum är en nässelväxtart som beskrevs av Wilhelm Sulpiz Kurz. Elatostema bulbiferum ingår i släktet Elatostema och familjen nässelväxter. Inga underarter finns listade i Catalogue of Life.